# TV Tuner

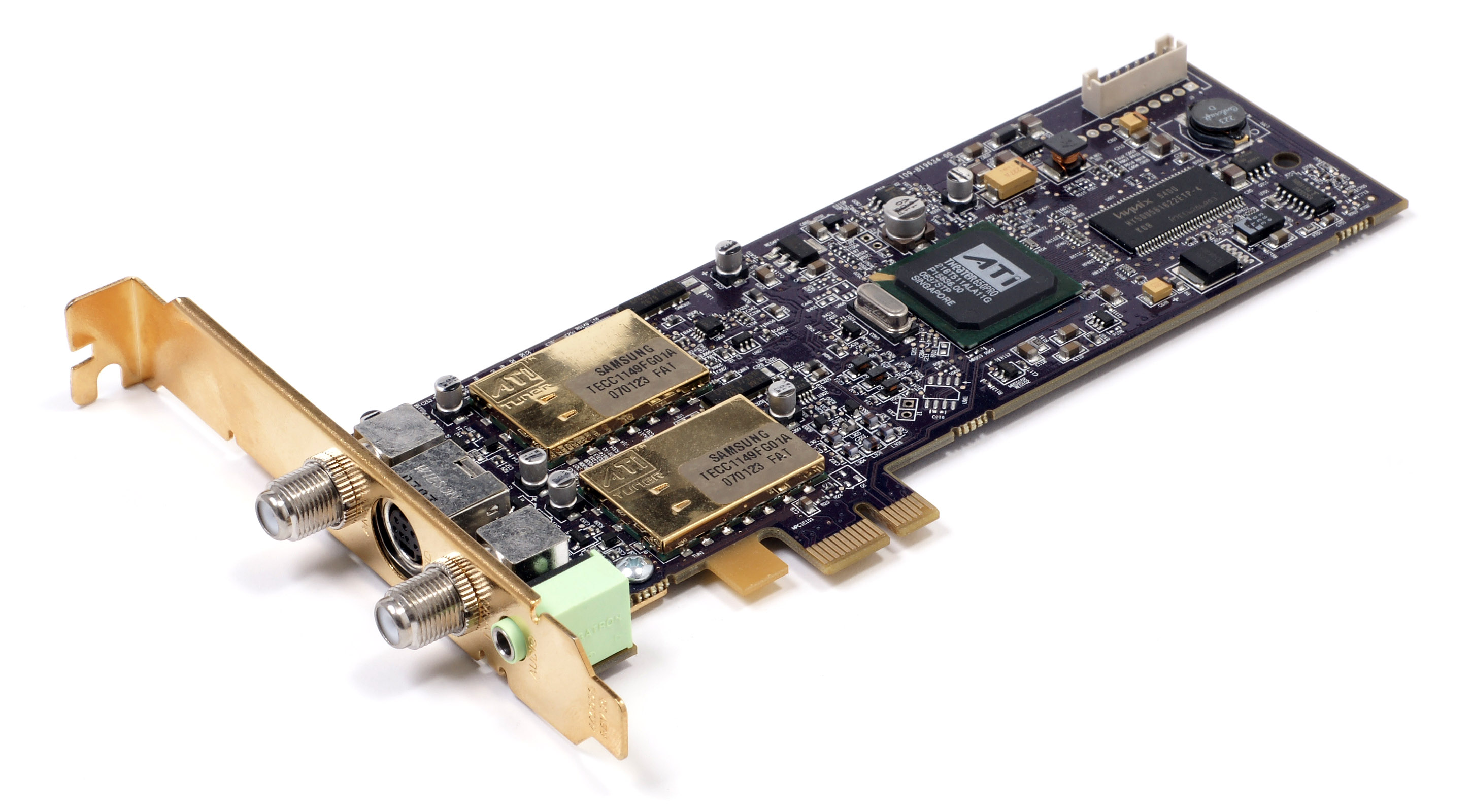
TV tunerul ATI Twin Wonder

TV tunerul este un dispozitiv care captează semnalele analogice TV și le transformă în format digital pe care îl poate citi computerul. Acest lucru permite vizionarea programelor de televiziune pe calculatorul personal. Apoi, TV tunerele performante pot scoate cele mai reușite sunete stereo de pe un semnal TV, în locul sunetelor obișnuite pe care le reda televizorul. Unele dintre acestea permit utilizatorilor să stocheze programe pe hard disk-urile PC-urilor și au funcția "time shift" - pot să "înghețe" și să inregistreze o acțiune live. Folosind optiunile de configurare ale TV/FM se poate limita captura de film la o anumita dimensiune în MB sau în secunde. 
În plus, acestea au programe care captează imaginile de pe ecran și îți permit să adaugi efecte speciale și să postezi imagini video pe Internet etc. De exemplu, poți naviga pe Internet, iar în colțul ferestrei să vizionezi emisiunea preferată. 

## Instalare
Unele TV tunere se introduc în sloturile interne ale computerului, în slotul PCI (Peripheral Component Interconnect) sau în cel AGP (Accelerated Graphics Port) în cazul plăcilor video cu TV tuner incorporat. în primul rând, conteaza foarte mult portul PCI pe care va fi instalată placa.  Sub nici o formă nu trebuie instalată aproape de placa de sunet sau de cea video, pentru că interferențele generate de acestea vor avea un impact negativ asupra calității imaginii redate de tuner. Ca regula generala, cu cât tuner-ul se va găsi mai departe de placa de sunet și de cea video, cu atât este mai bine. Tunerele TV pentru PC-uri sunt mult mai sensibile la variațiile de calitate a semnalului decât aparatele TV tradiționale. Astfel, în cazul în care calitatea semnalului TV lasa de dorit, placa va avea probleme în receptarea și redarea imaginii. 
Odata placa instalata în slotul PCI, urmează conectarea cablului TV și a antenei FM. În cazul în care doriți să folosiți și telecomanda trebuie să conectați și senzorul infraroșu la placă. 
Pentru cei mai puțin "tehnici" există TV tunerele "plug and play", disponibile pentru introducerea în portul serial USB (Universal Serial Bus), deși unele dintre acestea nu au unele dintre aplicațiile cardurilor interne. 
După aceste operații, dispuneți de un tuner TV aproape funcțional. Îi lipsesc doar driverele și aplicațiile. Pe CD-ul care însoțește placa se găsesc driverele, precum și o mulțime de programe utilitare, dintre care cel mai important este cel care asigura redarea TV/FM. 
Pentru a putea urmări programele TV sau radio preferate va trebui să scanezi frecvențele pentru a memora pozițiile posturilor disponibile. Această operație se poate realiza din cadrul unui program similar funcției de "scanare" de la televizoarele tradiționale. Cele mai bune dintre programele ce insoțesc TV tunerele permit chiar și reglajul fin pentru fiecare canal. 
După ce ai memorat toate posturile TV, te poți așeza liniștit în fotoliu și urmări canalele preferate pe monitorul PC-ului tău, fie în fereastra, fie în mod full-screen. Parametrii imaginii, cum ar fi luminozitatea, contrastul sau saturația pot fi configurati ușor din cadrul aplicației tuner-ului, iar diverse astfel de combinații pot fi salvate ca "preset"-uri. Majoritatea TV tunerelor iți permit memorarea unor setări predefinite pe fiecare post; astfel pot fi memorate setări de culoare, de sunet, de luminozitate etc.

## Date tehnice
O placă de tuner TV nu poate fi completă dacă nu permite și captura programelor urmărite în orice format video dorit, atâta timp cât dispui de codecul necesar ca și de puterea hardware necesare codării. 
În cazul în care vei folosi codarea "default" MPEG2, va trebui să ai pregatit spațiu liber suficient pe hard-disk (aproximativ 1,5 GB pentru o ora de film pentru o rezolutie de 320x240 și în jur de 4Gb pentru o rezoluție de 720x576). Folosind opțiunile de configurare ale TV/FM se poate limita captura de film la o anumita dimensiune în MB sau în secunde. 
Funcția PIP (Picture în Picture) permite urmărirea programului TV live țntr-o fereastră în timp ce în alta poate fi urmărit un program înregistrat anterior, sau orice alt film stocat pe hard-disk. A nu se confunda această funcție cu cea intâlnită la unele aparate TV, care permite urmărirea simultanta a doua sau mai multe programe TV LIVE. În unele cazuri, doar unul dintre programe este live, celălalt fiind un film de pe hard-disk sau CDROM-ul PC-ului. Din păcate această funcție nu este implementată decât la cele mai bune dintre tunere 
Una dintre funcțiile interesante ale TV tunerelor este cea de "scheduler". Aceasta permite programarea software-ului pentru a înregistra într-o anumita zi, la o anumita ora un anumit canal. Programul permite configurarea duratei înregistrării precum și a altor parametri cum ar fi posibilitatea de a înregistra în fiecare zi la o anumită ora un anumit canal. 
Chiar dacă 99% dintre cei care cumpară această placă o fac pentru tuner-ul TV, funcțiile de tuner FM ale acesteia sunt și ele demne de menționat. Funcțiile de înregistrare se regăsesc și în cazul tuner-ului FM, melodiile putând fi salvate în format WAV, MP3 sau WMA. Și în acest caz există posibilitatea de programare a înregistrării (scheduler). 
Filmul constituie o uriașa cantitate de date chiar și pentru un computer. Cel puțin 10 secunde de imagini video, necomprimate, de pe televizor, cer 300 MB de spațiu de stocare care însumeaza cel puțin 200 de floppy-disk-uri, de exemplu. De aceea este bine să ai la îndemână un codec bun când vrei să creezi o imagine video care să se potriveasca cu un CD-ROM sau să fie afișata pe Internet. Codecul (COmprimare-DEComprimare) este o piesă dintr-un hardware sau o aplicație software care comprima datele video și audio, în marimi convenabile pentru calculator, și apoi le decomprima pentru redare. Fie el software sau hardware, codecul trebuie să îți asigure o codare în timp real a semnalului TV, adică să fie capabil să prelucreze de exemplu 25 cadre pe secundă în cazul semnalului PAL (standardul european de codare a semnalului TV).                                                                              
Pentru a vizualiza programele TV, este suficient un calculator ce ruleaza la 300 Mhz și are un minim de 32Mb RAM. Pentru a putea folosi insă un TV tunner pentru captură, calculatorul tău trebuie să aibă un spațiu de stocare destul de mare și putere de procesare, cel putin 128 megabytes de memorie RAM, un procesor de 600 de MHz și 2 GB spațiu pe hard disk.